# Птах (бог)
| p · t | H | C19 |

| p · t | H | C19 |

Птах, або Пта (Pitaḥ) — єгипетський бог-творець, що шанувався у Мемфісі. Земним втіленням душі Птаха, його ба та оракулом вважався священний бик Апіс. Як бог-творець Птах вважався покровителем ремесел, мистецтва, майстерності та істини. Верховний жрець Птаха мав титул ур херепу хенмут — «великий начальник ремісників». Першим був Птахдуауу.
В Мемфісі дружиною Птаха вважалася Сехмет, а їх сином бог Нефертум. Сином Птаха також вважався Імхотеп. Іноді дружинами Птаха вважалися Бастет, Тефнут, Маат чи Хатхор.

## У давньоєгипетській релігії
Згідно з «Мемфіським теологічним текстом», вирізаним на камені по велінню фараона Шабаки (25-та династія) Птах був усезагальним андрогінним божеством, що створило світ своїм словом. У тексті згадується вісім первісних втілень Птаха, з яких збереглося чотири: «Птах на своєму троні», «Птах-Нун, що створим Атума», «Птах-Нуна, що породила Атума», «Птах — серце та язик Енеади». Помітно, що Птах Наун і Птах-Науна були подружжям, що ототожнювалася з примордіальними водами, вони були батьками Атума. Другий Птах — Птах Великий ототожнювався із серцем та язиком «дев'ятки» — Хора та Тота, котрі разом знову ототожнювалися з Атумом. Серце задумувало, а язик повторював задумане. При цьому вчення прямо посилалось на приклад людської діяльності. «Дев'ятка» (можна припустити, що без Атума, оскільки він був серцем та язиком) слугувала зубами та губами в світових устах, котрі називали імена всього сущого. Таким чином, Птах уявлявся як «первинна примордіальна матерія» — вода та родючий ґрунт, і разом з тим — світовим «розумом» (оскільки серце для єгиптян було носієм свідомості) та «волевиявленням» (світова мова).
|  | Очі бачать, вуха чують, ніс нюхає повітря; вони доводять (сприйняте до відома) серця; воно дає вихід всякому умовиводу (?); язик повторює задумане серцем. Так вершиться всяка робота, всяка майстерність, творчість рук, ходіння ніг, рух всякого члену, згідно з цим наказом, який замислило серце і висловлене язиком... І було дане життя миролюбивому, і була дана смерть злочинцю, і були створені всякі роботи і всякі мистецтва, результати праці рук, ходіння ніг, рух всіх членів згідно з цим покаранням, задуманим серцем і вираженим язиком, що творить призначення всіх речей... І він народив богів, він створив міста, він заснував номи, він поставив богів в їх святилища, він заснував їх жертви, він заклав їх храми, він створив їх тіла по бажанню їх сердець. І увійшли боги в свої тіла із всякого дерева, із всякого каменю, із всякої глини, із всяких речей, які на ньому росли і в яких вони прийняли свої образи. І зібралися навколо нього всі боги і їх Ка. |

Пта

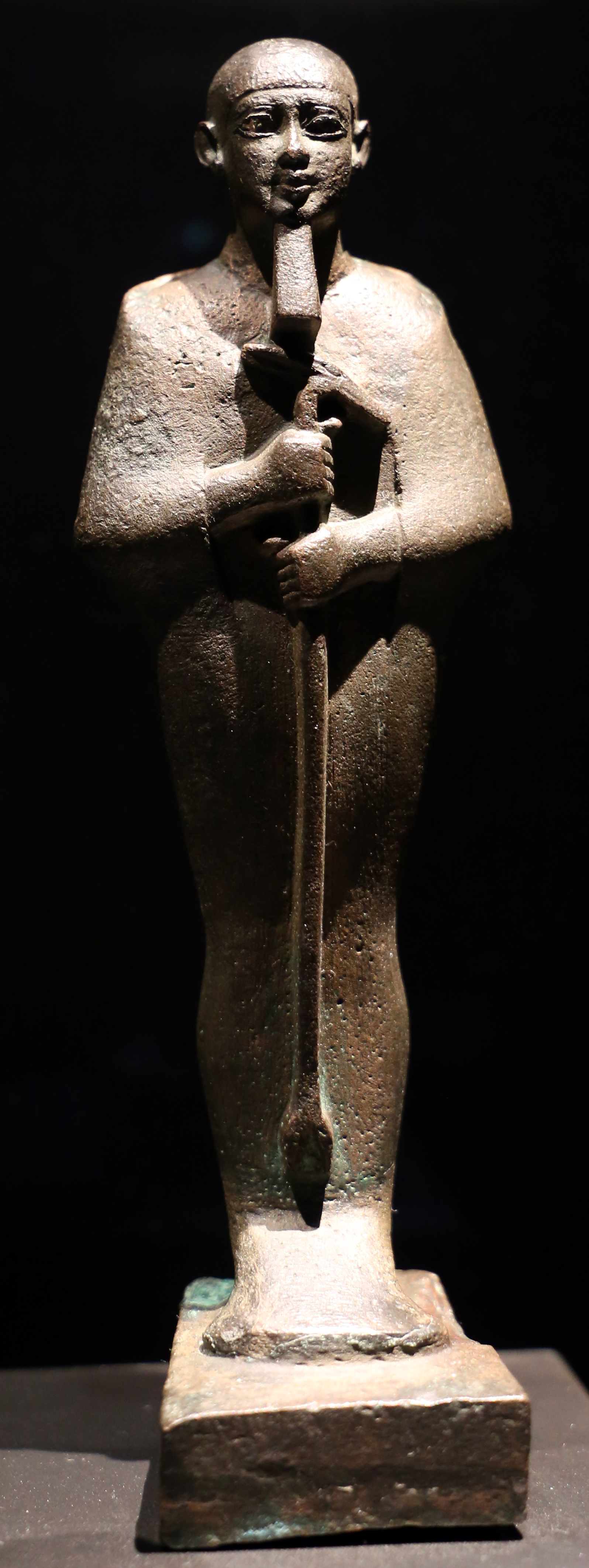
Статуетка Птаха у Рейксмузеї

Хоч як бог-творець Птах шанувався ще в часи Стародавнього царства, але згадок про нього в «Текстах пірамід» небагато, нечасто згадується він і в приватних (не царських) гробницях того часу, так само не багато згадок і в «Текстах саркофагів». Однак саме Птах вважався творцем такої важливої для посмертного культу царемонії «отверзання вуст та очей». Кількість згадок Птаха стрімко зростає з наближенням Нового царства.
В епоху Рамесидів Птах був одним з головних богів Єгипту, покровителем Єгипту та військових походів фараона поруч з Амоном, Ра та Сетом. Перед битвою з лівійцями та народами моря саме його бачить фараон Мернептах у сні.
|  | Тоді його величність побачив у сні так ніби статую Птаха поставили перед ним, ж.н.з. Він був як висота... Він сказва йому: «Візми це», — протягуючи йому меч — «вижени страх з серця свого» |

Окрім Мемфіса, храми Птаха були в багатьох інших містах — Фівах, Абідосі, Гермополісі, Бубастісі, Едфу, Дендері, Александрії, в оазі Харґа та на Синаї. Вшановували Птаха і в нубійських святилищах Рамзеса ІІ у Герф Хуссейні та Абу Сімбелі.

## Іконографія
Іконографія Птаха досить стійка — основні елементи визначилися вже в епоху Середнього царства і не змінювалися аж до греко-римських часів, коли Птаха отожнили з Гефестом. На рельєфах храмів та гробниць, в монументальній скульптурі та малій пластиці божество зображається у вигляді антропоморфної мумії в чорному чи синьому чепці з ціпком в руках. Ціпок в руках бога має складне навершшя, що складається з символів анкх, джед та уас.